# Escoles de Maria Reina
Les Escoles de Maria Reina és una obra del municipi d'Olot protegida com a bé cultural d'interès local.

## Descripció
És un edifici de planta rectangular amb el teulat a quatre aigües sostingut per mènsules decorades amb motius de fullatges estilitzats. Disposa de planta baixa i dos pisos superior més golfes. La planta baixa presenta grans finestrals i els murs fets d'estuc imitant grans blocs de pedra. Els pisos disposen d'obertures rectangulars, les del primer pis coronades per un frontó i les del segon emmarcades amb estuc i una columna i capitell que les divideix en dos. La cornisa està decorada amb motius de dents de serra i escacs.

## Història
A principis de segle XX conviuen a Olot el Modernisme i el Noucentisme, aquest darrer, amb els diferents corrents i contradiccions, tindrà la seva puntual aplicació a la capital de la Garrotxa. L'ala més típica i normativa és representada pel Grup Escolar Malagrida i la Biblioteca Popular de la Mancomunitat, avui desapareguda. Un altre corrent noucentista s'entronca amb l'arquitectura europea del moment i està representada per l'arquitecte Rafael Masó. Hi ha un tercer grup que accentua els aspectes eclèctics, historicistes i fins i tot acadèmics.